# Саво Ђикановић
Саво Ђикановић (Подгорица, 28. фебруар 1975) је бивши црногорски кошаркаш. Играо је на позицији центра.

## Каријера
Каријеру је почео у дресу Будућности са којом је освојио национални куп. Наступајући у дресу Ловћена је био најбољи скакач лиге, док је са Хемофармом освојио Јадранску лигу 2005. године. Променио је још доста клубова у иностранству, а највише се задржао у Грчкој где је променио шест клубова. Пред крај каријере се вратио у Црну Гору и играо за Теодо Тиват и Даниловград где је и завршио каријеру 2015. године.

## Успеси

### Клупски
- Хемофарм:
  - Јадранска лига (1) : 2004/05.
- Будућност:
  - Куп СР Југославије (1) : 1996.

### Индивидуални
- Најбољи скакач Првенства СРЈ (1) : 2001/02.